# Överkalix församling
Överkalix församling är en församling i Norra Norrbottens kontrakt i Luleå stift. Församlingen omfattar hela Överkalix kommun i Norrbottens län och utgör ett eget pastorat. 

## Administrativ historik
Församlingen bildades 1637 genom en utbrytning ur Kalix församling.
Mellan 1939 och 1979 var församlingen uppdelad i två kyrkobokföringsdistrikt: Överkalix nedre kbfd (251301, från 1966 benämnt Överkalix) och Överkalix övre kbfd (251302, från 1966 benämnt Lansjärv).

### Pastorat
Församlingen ingick till 18 augusti 1644 i pastorat med Kalix församling för att därefter utgöra ett eget pastorat.
På 1880-talet var Överkalix ett konsistoriellt pastorat av andra klassen. Pastorats uppdelning på klasser upphörde genom lagen angående tillsättning av präster den 26 oktober 1883 och systemet med konsistoriella pastorat avskaffades genom 1910 års prästvallag.

## Befolkningsutveckling
| Befolkningsutvecklingen i Överkalix församling 1805–2015 | Befolkningsutvecklingen i Överkalix församling 1805–2015 | Befolkningsutvecklingen i Överkalix församling 1805–2015 | Befolkningsutvecklingen i Överkalix församling 1805–2015 | Befolkningsutvecklingen i Överkalix församling 1805–2015 |
| --- | -------------------------------------------------------- | -------------------------------------------------------- | -------------------------------------------------------- | -------------------------------------------------------- |
| |                                                          |                                                          |                                                          |                                                          |
| År |                                                          |                                                          | Folkmängd                                                |                                                          |
| 1805 | 1805                                                     |                                                          | 1 481                                                    |                                                          |
| 1810 | 1810                                                     |                                                          | 1 537                                                    |                                                          |
| 1820 | 1820                                                     |                                                          | 1 784                                                    |                                                          |
| 1830 | 1830                                                     |                                                          | 2 062                                                    |                                                          |
| 1840 | 1840                                                     |                                                          | 2 123                                                    |                                                          |
| 1850 | 1850                                                     |                                                          | 2 500                                                    |                                                          |
| 1860 | 1860                                                     |                                                          | 2 913                                                    |                                                          |
| 1870 | 1870                                                     |                                                          | 3 544                                                    |                                                          |
| 1880 | 1880                                                     |                                                          | 4 217                                                    |                                                          |
| 1890 | 1890                                                     |                                                          | 4 834                                                    |                                                          |
| 1900 | 1900                                                     |                                                          | 5 539                                                    |                                                          |
| 1910 | 1910                                                     |                                                          | 6 013                                                    |                                                          |
| 1920 | 1920                                                     |                                                          | 6 517                                                    |                                                          |
| 1930 | 1930                                                     |                                                          | 7 396                                                    |                                                          |
| 1935 | 1935                                                     |                                                          | 8 008                                                    |                                                          |
| 1940 | 1940                                                     |                                                          | 8 564                                                    |                                                          |
| 1945 | 1945                                                     |                                                          | 9 170                                                    |                                                          |
| 1950 | 1950                                                     |                                                          | 9 214                                                    |                                                          |
| 1955 | 1955                                                     |                                                          | 9 065                                                    |                                                          |
| 1960 | 1960                                                     |                                                          | 8 586                                                    |                                                          |
| 1965 | 1965                                                     |                                                          | 7 533                                                    |                                                          |
| 1970 | 1970                                                     |                                                          | 6 048                                                    |                                                          |
| 1975 | 1975                                                     |                                                          | 5 462                                                    |                                                          |
| 1980 | 1980                                                     |                                                          | 5 083                                                    |                                                          |
| 1985 | 1985                                                     |                                                          | 4 840                                                    |                                                          |
| 1990 | 1990                                                     |                                                          | 4 744                                                    |                                                          |
| 1995 | 1995                                                     |                                                          | 4 560                                                    |                                                          |
| 2000 | 2000                                                     |                                                          | 4 206                                                    |                                                          |
| 2005 | 2005                                                     |                                                          | 3 872                                                    |                                                          |
| 2010 | 2010                                                     |                                                          | 3 611                                                    |                                                          |
| 2015 | 2015                                                     |                                                          | 3 394                                                    |                                                          |
| Anm: Del av Överkalix församling utbruten 1856 till Korpilombolo församling För åren 1805-1945: befolkning enligt folkräkning 31 december enligt den administrativa indelningen den 1 januari följande år. 1950 avser befolkning enligt folkräkning den 31 december enligt den administrativa indelningen den 1 januari 1952. 1955 avser den kyrkobokförda befolkningen den 31 december enligt den administrativa indelningen den 1 januari följande år. 1960, 1965 och 1970 avser befolkning enligt folkräkning den 1 november enligt den administrativa indelningen den 1 januari följande år. För åren 1975-2015: befolkning enligt 31 december enligt den administrativa indelningen den 1 januari följande år. Sedan 1 januari 2016 sker inte folkbokföring per församling och därmed kan det hända att vissa personer inte ingår i församlingens folkmängd då de är skrivna på de fiktiva fastigheten På kommunen skriven som inte delas upp på församlingsnivå då de inte kunnat folkbokföras på en särskild befintlig fastighet. Den totala befolkningen i Sveriges församlingar är därför lägre än hela rikets befolkning. |                                                          |                                                          |                                                          |                                                          |

## Kyrkoherdar
| Ämbetstid | Namn                         | Levnadstid | Övrigt                                                          |
| --------- | ---------------------------- | ---------- | --------------------------------------------------------------- |
| 1646–1656 | Lars Calicius                | –1689      | Senare kyrkoherde i Nederkalix församling.                      |
| 1656–1671 | Abraham Burelius             | –1671      |                                                                 |
| 1673–1680 | Moses Olai Sundel            | –1680      |                                                                 |
| 1681–1697 | Johannes Halsius             | 1629–1697  |                                                                 |
| 1699–1709 | Nicolaus Joh. Fellenius      | 1644–1709  |                                                                 |
| 1711–1729 | Olof Halsius                 | 1663–1729  |                                                                 |
| 1730–1732 | Isak Grape                   | 1692–1732  |                                                                 |
| 1734–1743 | Erik Lönnberg                | 1696–1743  |                                                                 |
| 1744–1767 | Jonas Nordwall               |            | Senare kyrkoherde i Råneå församling.                           |
| 1767–1791 | Olof Hamrén                  | 1728–1797  | Senare kyrkoherden i Lövångers församling.                      |
| 1791-1810 | Abraham Häggström            | 1754–1810  |                                                                 |
| 1812-1834 | Johan Gustaf Borin           |            | Senare kyrkoherde i Revsunds församling.                        |
| 1834-1843 | Christopher Almquist         | 1786–1843  |                                                                 |
| 1845-1847 | Zacharias Grape              | 1785–1847  |                                                                 |
| 1850–1860 | Lars Isak Hellman            | 1804–1860  |                                                                 |
| 1864-1866 | Erik Anders (Anton) Rosenius | 1814–1866  |                                                                 |
| 1869-1875 | Karl Johan Edvall            |            | Senare kyrkoherde i Torsåkers församling.                       |
| 1875-1882 | Hugo Sandström               |            | Senare kyrkoherde i Överluleå församling och Bygdeå församling. |
| 1883-1891 | Johan Alexius Rydén          |            | Senare kyrkoherde i Ramsele församling.                         |
| 1892-1909 | Anton Nordmark               | 1857–1933  | Senare kyrkoherde i Nederkalix församling.                      |
| 1909-?    | Lars Erik Enge               | 1863–      |                                                                 |

### Komministrar
| Ämbetstid | Namn                   | Levnadstid | Övrigt                                      |
| --------- | ---------------------- | ---------- | ------------------------------------------- |
| 1686–1711 | Olof Halsius           | 1663–1729  | Senare kyrkoherde i församlingen.           |
| 1713–1737 | Hans Halsius           | 1690–1737  |                                             |
| 1739      | Lars Sundén            | 1705–1739  |                                             |
| 1741–1767 | Lars Longström         |            | Senare kyrkoherde i Nedertorneå församling. |
| 1768–1783 | Petrus Hedström        | 1732–1783  |                                             |
| 1787–1792 | Daniel Laestadius      |            | Senare kyrkoherde i Nederluleå församling.  |
| 1793–1802 | Adolf Ulrik Land       | 1758–1802  |                                             |
| 1805–1815 | Erik Brunnius          | 1770–      |                                             |
| 1818–1819 | Isak Daniel Widenmark  |            | Senare komminister i Lövångers församling.  |
| 1819–1826 | Olof Elias Burman      |            | Senare kyrkoherde i Ragunda församling.     |
| 1827–1835 | Nils Edén              |            | Senare komminister i Råneå församling.      |
| 1837–1845 | Isak Bucht             | 1801–1877  | Senare kyrkoherde i Övertorneå församling.  |
| 1846–1868 | Carl Olof Sondell      | 1807–1868  |                                             |
| 1875–1887 | Anders Fredrik Elfgren |            | Senare kyrkoherde i Degerfors församling.   |
| 1888–1892 | Anton Nordmark         |            | Senare kyrkoherde i Överkalix församling.   |
| 1893–1922 | Oskar August Ahlén     | 1856–      |                                             |

## Kyrkor
- Överkalix kyrka
- Lansjärvs kyrka
- Jocks kapell
- Grelsby kapell
- Kypasjärvi bönhus
- Ängeså bönhus